# Petar Novák
Petar Novák (Varnsdorf, 1962. augusztus 24. – )  cseh labdarúgó, csatár.

## Pályafutása
Novák 1979 és 1981 között a csehszlovák másodosztályú Teplice játékosa volt. 1981-ben leigazolta őt az élvonalbeli Bohemians Praha csapata, amellyel 1983-ban csehszlovák bajnoki címet szerzett. 1984 és 1990 között nyolcvanhét élvonalbeli mérkőzésen harminchárom gólt szerzett a Sparta Praha csapatával; a klubbal ötször nyert csehszlovák bajnokságot, kétszer csehszlovák kupát, valamint az 1987–1988-as Bajnokcsapatok Európa-kupájában szerzett négy találatával (mind a négyet az izlandi Fram ellen lőtte) a sorozat gólkirálya lett. 1991-ben a görög élvonalbeli Iraklísz csapatától vonult vissza.

## Sikerei, díjai

### Játékosként
- Bohemians Praha
  - Csehszlovák bajnok (1): 1982–1983
- Sparta Praha
  - Csehszlovák bajnok (5): 1984–1985, 1986–1987, 1987–1988, 1988–1989, 1989–1990
  - Csehszlovák kupagyőztes (2): 1987–1988, 1988–1989
  - Bajnokcsapatok Európa-kupája gólkirály (1): 1987–1988 (4 gól)